# Stor dyngbagge
Stor dyngbagge (Aphodius fossor) är en skalbaggsart som först beskrevs av Carl von Linné 1758.  Stor dyngbagge ingår i släktet Aphodius, och familjen bladhorningar. Arten är reproducerande i Sverige.

## Bildgalleri

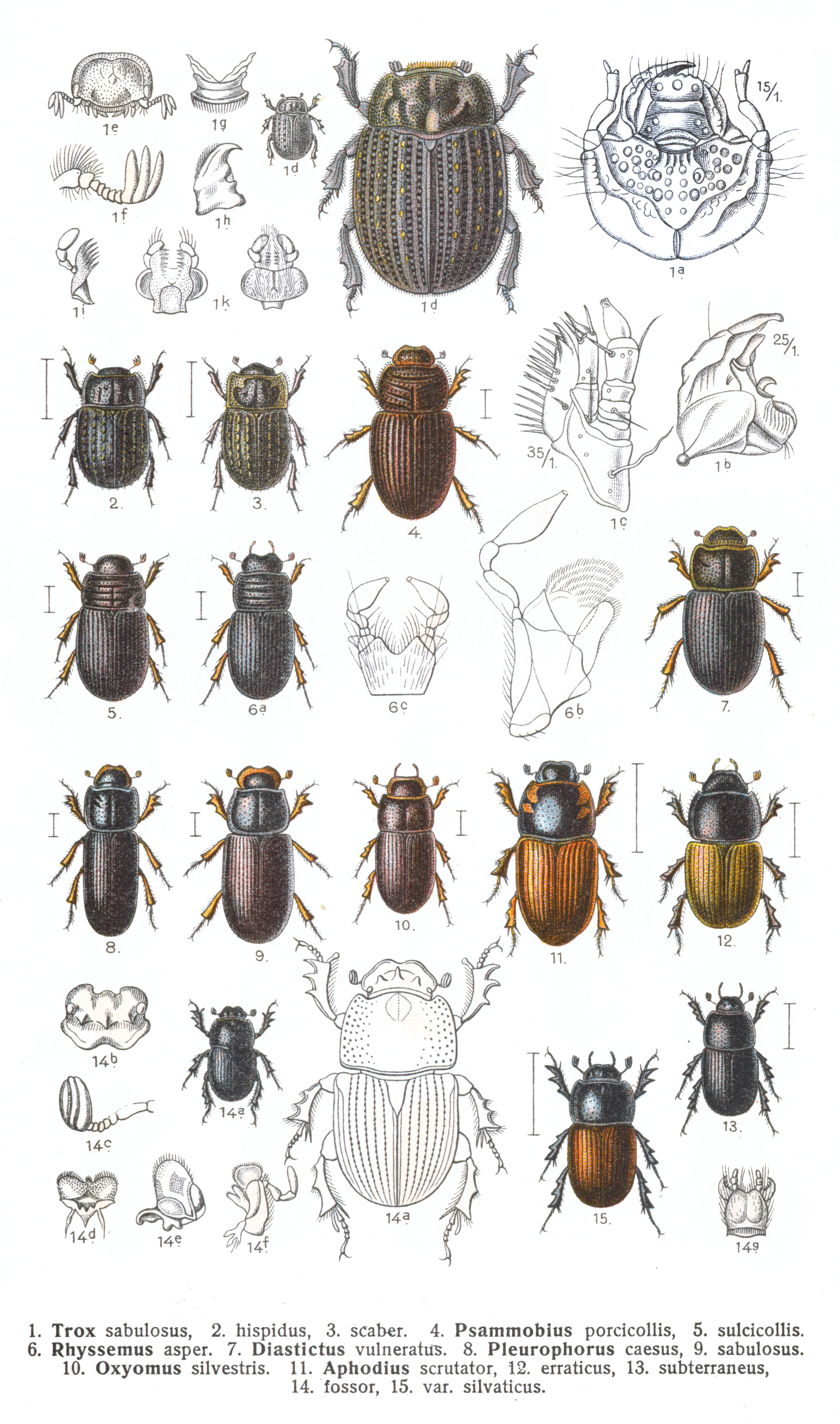